# Thor Axelsson
Thor Wilhelm Axelsson (ur. 3 lipca 1921 w Helsinkach, zm. 2 sierpnia 2012 w Ingå) – fiński kajakarz. Dwukrotny brązowy medalista olimpijski z Londynu.
Zawody w 1948 były jego jedynymi igrzyskami olimpijskimi. Brąz zdobył w kajakowych dwójkach na dystansie 1000 i 10 000 metrów, osadę tworzył również Nils Björklöf. W tym samym roku zostali mistrzami świata na dystansie 500 metrów.